# Backwards Chimney
Backwards Chimney è il settantatreesimo album in studio del chitarrista statunitense Buckethead, pubblicato il 17 gennaio 2014 dalla Hatboxghost Music.

## Il disco
Quarantaduesimo disco appartenente alla serie "Buckethead Pikes", Backwards Chimney è stato pubblicato inizialmente senza titolo e distribuito in edizione limitata a partire dal 17 gennaio 2014, data in cui è stato pubblicato The Coats of Claude.
Il 26 febbraio dello stesso anno, l'album è stato ufficialmente pubblicato per il download digitale.

## Tracce
Musiche di Buckethead.
1. West of Arkham – 10:02
2. Backwards Chimney – 3:33
3. Cloth Held – 6:30
4. Sentinel Hill – 6:15
5. Other Paths – 2:32

## Formazione
- Buckethead – chitarra, basso, programmazione